# 爱沙尼亚的铁路运输

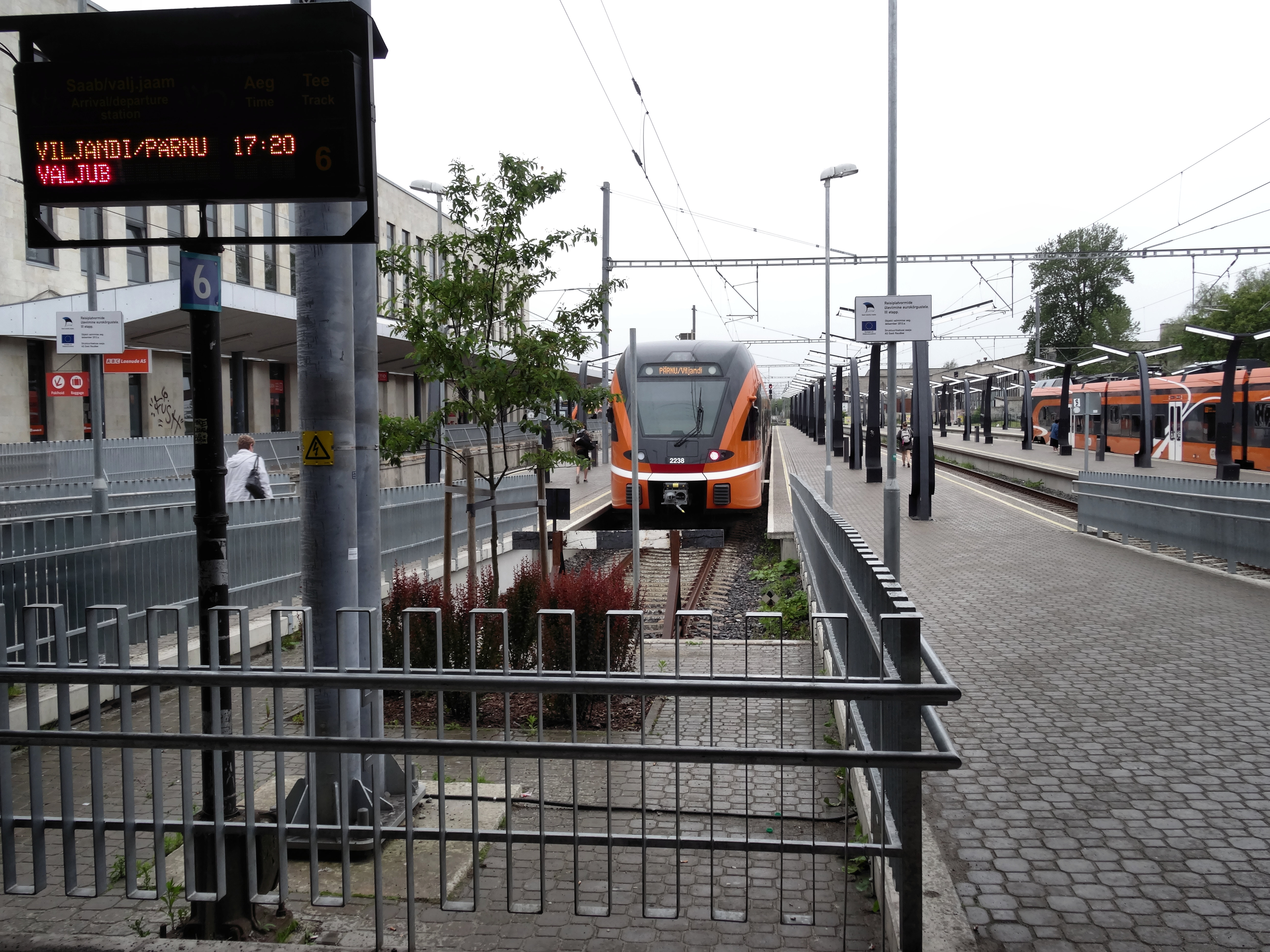
波羅的海車站是爱沙尼亚首都塔林主要的客运火车站

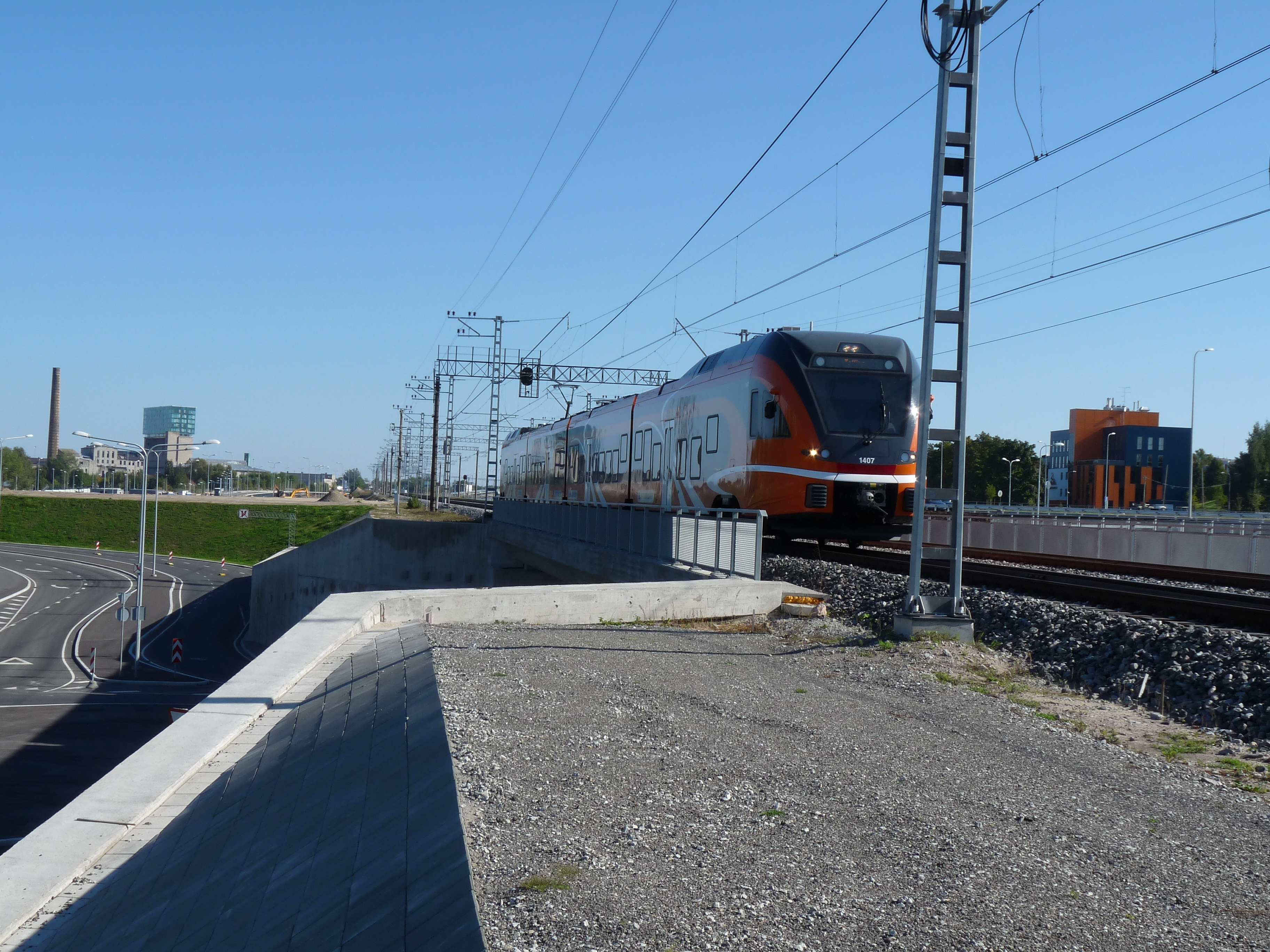
在于莱米斯特附近铁路线行驶的施泰德FLIRT列车

愛沙尼亞的鐵路運輸系統由約1,200（750英里）的铁路线组成，目前有其中的900（560英里）向公众开放投入使用。铁路网的基础设施大部分为国家所有，并由愛沙尼亞技術監督局进行监管和调查。
爱沙尼亚的所有公共铁路线的轨距均为1,520毫米（4英尺11+27⁄32英寸），这和其他的前苏联国家如俄罗斯、白俄罗斯、拉脱维亚和立陶宛是一样的。爱沙尼亚使用的1,520毫米（4英尺11+27⁄32英寸）轨距与芬兰投入使用的1,524毫米（5英尺）轨距相容。该国有时也会使用1,524毫米（5英尺）轨距，例如引进芬兰的铁路设备或者进行其他的运营测试。
如今，爱沙尼亚的铁路运输主要为货运，其次为客运；据报道在2019年，该国的铁路客运量为830万人次。客运流在以塔林波羅的海車站的中心区域最为频繁。
另外根据爱沙尼亚的铁路的发展规划，其中塔林至塔尔图的铁路将于2024年实现电气化，而该国其余的铁路线将于2028年全面实行电气化。除此以外由斯柯达运输股份公司制造的16辆新型电动列车将于2024年投入使用。